# São José das Missões
São José das Missões is een gemeente in de Braziliaanse deelstaat Rio Grande do Sul. De gemeente telt 3.039 inwoners (schatting 2009).